# Julian Edelman
Dit overzicht is mogelijk incompleet; u kunt helpen door het uit te breiden.
Julian Francis Edelman (Redwood City, Californië, 22 mei 1986) is een Amerikaans voormalig Americanfootballspeler voor de New England Patriots in de National Football League. Edelman speelde als wide receiver en won driemaal de Super Bowl.